# Ida-Ehre-Schule
Die Ida-Ehre-Schule (nach eigener Schreibung auch Ida Ehre Schule, von 2001 bis 2010 Ida-Ehre-Gesamtschule) ist eine neunstufige Stadtteilschule im Hamburger Stadtteil Harvestehude. Das Oberstufenhaus für die Jahrgänge 11 bis 13 befindet sich am Lehmweg im Stadtteil Hoheluft-Ost. Von ihrer Gründung 1934 bis zur Umbenennung nach Ida Ehre 2001 hieß die Schule nach Friedrich Ludwig Jahn Jahnschule, erst als Volksschule, dann als Grund-, Haupt- und Realschule und ab 1979 als eine der ersten Integrierten Gesamtschulen in Hamburg.

## Geschichte
Die Volksschule in der Bogenstraße wurde ab 1929 nach Plänen von Fritz Schumacher erbaut und war für die Umsetzung von Ideen der Reformpädagogik konzipiert, so findet sich im Gebäude eine der wenigen Volksschul-Aulen dieser Zeit. Der Bau wurde 1931 inmitten von Weltwirtschaftskrise und Nothaushalten unterbrochen. So kam es erst 1934 zur Fertigstellung.
Erster Schuldirektor wurde 1934 Peter Jacobsgaard (1879–1961). Die Schule wurde nach Friedrich Ludwig Jahn (1778–1852) benannt, der das Turnen in Deutschland eingeführt hat. Die Nationalsozialisten hatten einen Teil von Jahns völkisch-nationalem Gedankengut in ihrer Propaganda verwendet. Zur Zeit des Nationalsozialismus wurde der Schulhof zur Versammlung der Hitler-Jugend benutzt. Jüdische Kinder waren ab 1935 – wie an allen staatlichen Hamburger Schulen – nicht mehr zugelassen. Als besonderer Einpeitscher der nationalsozialistischen Ideologie an der Schule galt ihr Turnwart Fehling.
Nach dem Krieg wurde die Jahnschule zur Grund-, Haupt- und Mittelschule. Durch Verordnung wurde die Schule in den 1950ern zur Grundschule, Praktischen Oberschule (vorher Hauptschule) und zur Technischen Oberschule (vorher Mittelschule). Später wurde die Jahnschule zur Grund-, Haupt- und Realschule. Im Jahr 1979 wurde sie in eine Integrierte Gesamtschule umgewandelt.
1997 beschloss die Schulkonferenz die Umbenennung der Schule, da Friedrich Ludwig Jahn ein Vorbild für die Nazis gewesen sei. Schüler, Lehrer und Eltern sammelten mögliche Namen für die Schule, bei der Abstimmung gewann 1999 der Vorschlag Ida Ehre. Aufgrund von Verfahrensfehlern musste die Wahl im Dezember 2000 wiederholt werden. Im Juli 2001 wurde die Schule schließlich in Ida-Ehre-Gesamtschule umbenannt.
Im Rahmen der Schulreform wurde die Ida-Ehre-Schule zum Schuljahr 2011/2012 zur Stadtteilschule.

## Architektur
Der Schulstandort an der Bogenstraße 34/36 befindet sich westlich der Gustav-Falke-Straße, nordöstlich der Bogenstraße und südöstlich der Schlankreye. Auf dem Schulgelände befinden sich drei Schulgebäude:
- Haus 1 (⊙) ist das zweiflüglige Haupthaus an der Bogenstraße / Ecke Schlankreye, das denkmalgeschützte Schumacher-Ensemble besteht aus dem Haus 1 selbst sowie einer alten Schulhofmauer.
- Haus 2 (⊙) ist ein dreigeschossiges Gebäude zur Schlankreye hin. Das Gebäude ist in den achtziger Jahren beim Ausbau zur Integrierten Gesamtschule entstanden, um eine Mena und Arbeitslehre-Fachräume unterzubringen.
- Haus 3 (⊙) zur Gustav-Falke-Straße hin war ehemals das Grundschulgebäude. Das Gebäude wurde in Fertigteilbauweise errichtet und ist wie auch Gebäude 2 nicht denkmalgeschützt. Das viergeschossige Gebäude nimmt Klassen, Fachräume mit dem Schwerpunkt Naturwissenschaften und Gemeinschaftsräume auf, und hat knapp 3.000 m² Nutzfläche[8] Das Haus 3 wurde 2017 saniert.

Fritz Schumacher konzipierte das heutige Haus 1 als Doppelschule im Rahmen des Volksschulbauprogramms der 1920er Jahre. Das fünfgeschossige Gebäude mit Flachdach hat zwei Flügel. Der streng achsensymmetrische Trakt an der Bogenstraße war in eine Schule für Mädchen und eine Schule für Knaben zweigeteilt. Diese Teilung ist heute noch an den Bezeichnungen über den Eingängen links und rechts des Hauptflügels ablesbar. Die Trennung erfolgte im Schulgebäude in jeder Etage durch eine Glaswand mit integrierter Glastür, durch die Lehrer der Abteilung Knaben mit ihrer Klasse in die Turnhalle, die Aula oder in den Gymnastiksaal gelangen konnten.
Im Gebäudetrakt entlang der Schlankreye wurden die Räume für die gemeinsame Nutzung errichtet: im Erdgeschoss die Turnhalle, darüber eine große Aula mit Bühne und in der dritten Etage der Gymnastiksaal. Auf dem Schulhof trennte ein dicker weißer Strich den Hofteil der Mädchen von dem der Knaben. Die Architektur ist mit ihrer dunklen Klinkerfassade und den streng rechteckigen Formen betont sachlich, wirkt aber dennoch „unterschwellig konservativ“. Die Fassade ist mit Terrakotta-Elementen von Richard Kuöhl geschmückt, unter anderem je zwölf Keramik-Reliefs mit den Tierkreiszeichen an den Portalen der Mädchen- bzw. Jungenseite und eine Reihe von Karyatiden an der Fenstergruppe des Musiksaals im fünften Stock des Gebäudetrakts entlang der Schlankreye.

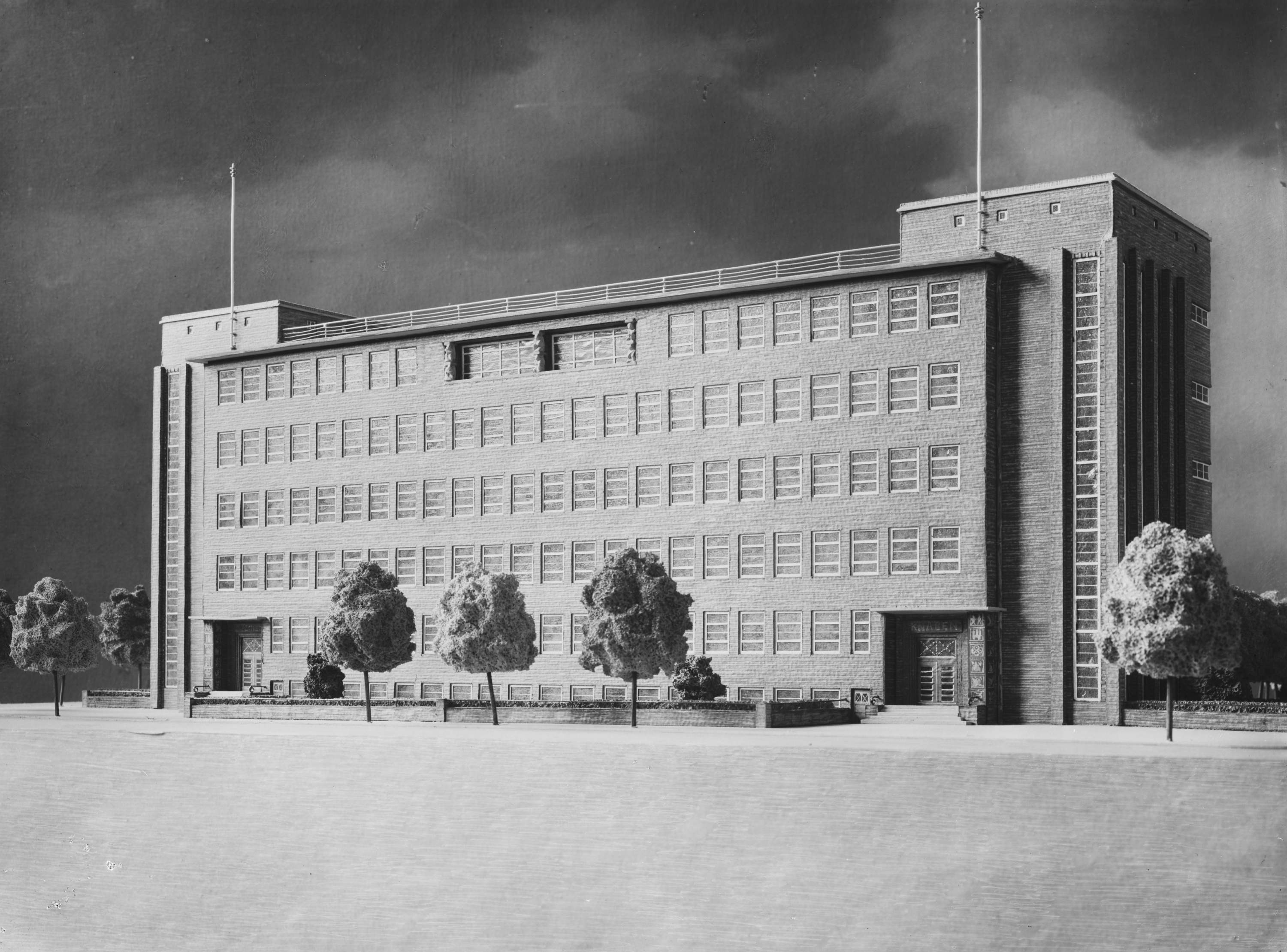
Modell von 1926, Ansicht von der Bogenstraße
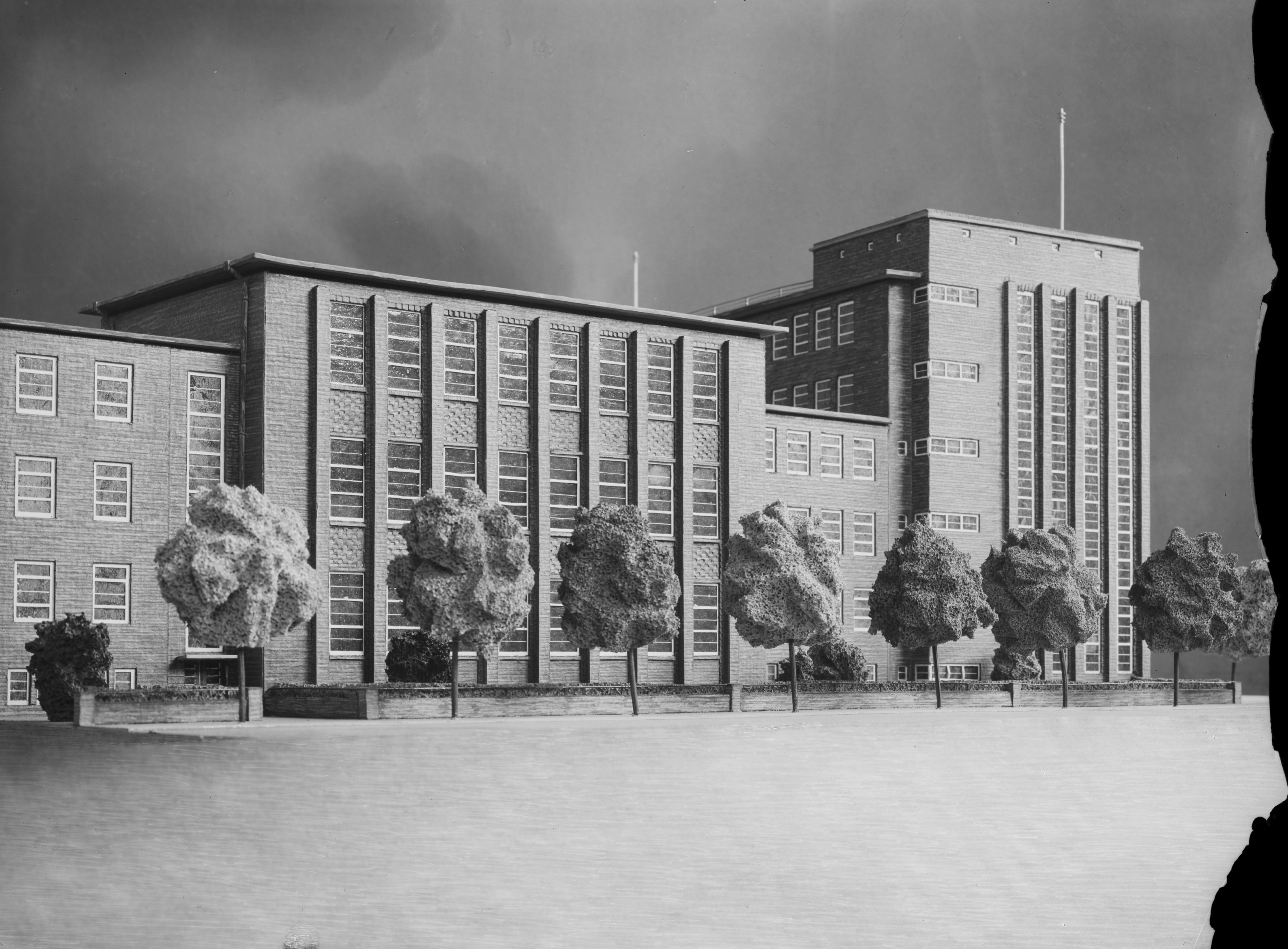
Modell von 1926, Ansicht von der Schlankreye
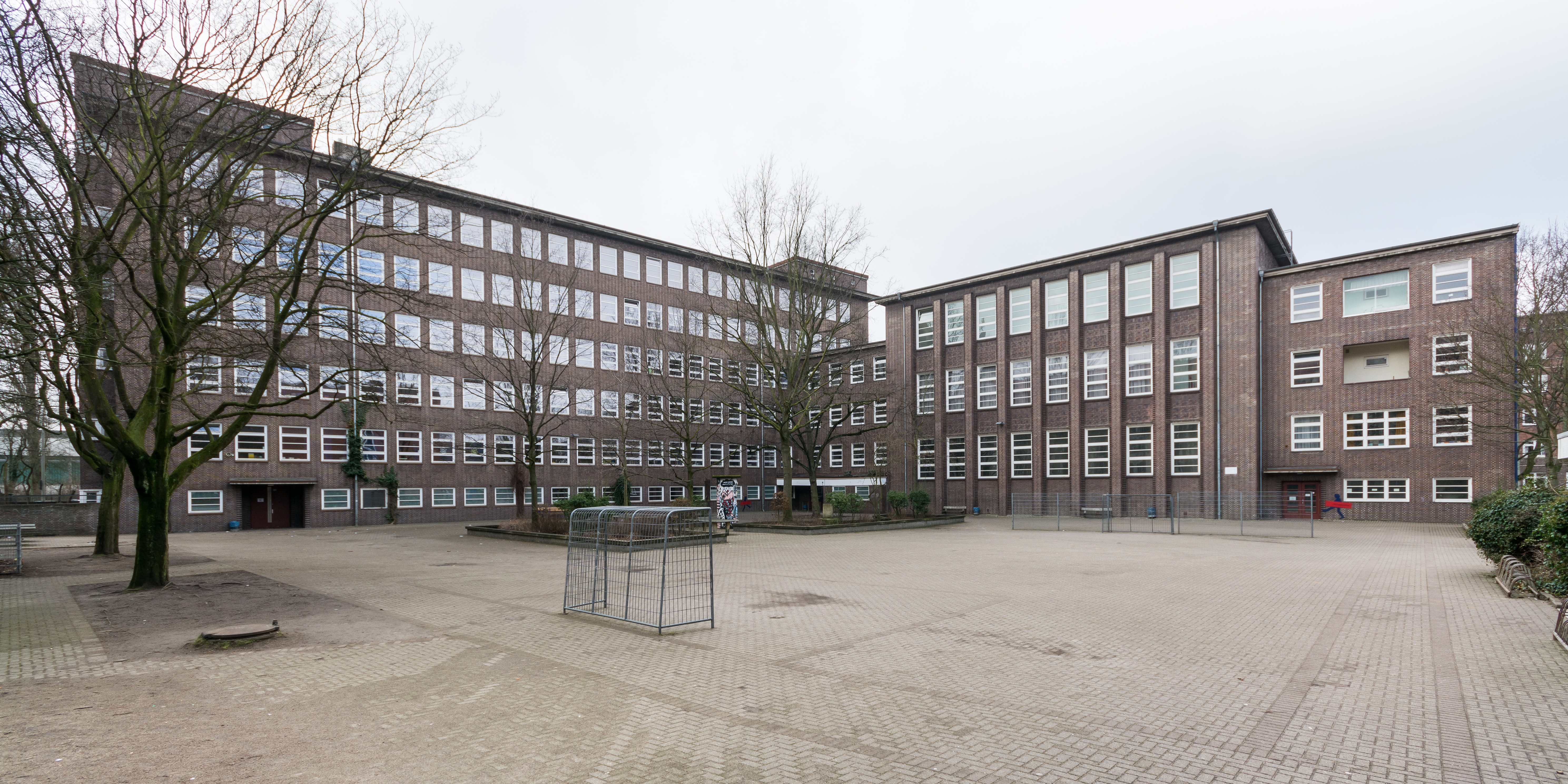
Beide Flügel vom Schulhof aus
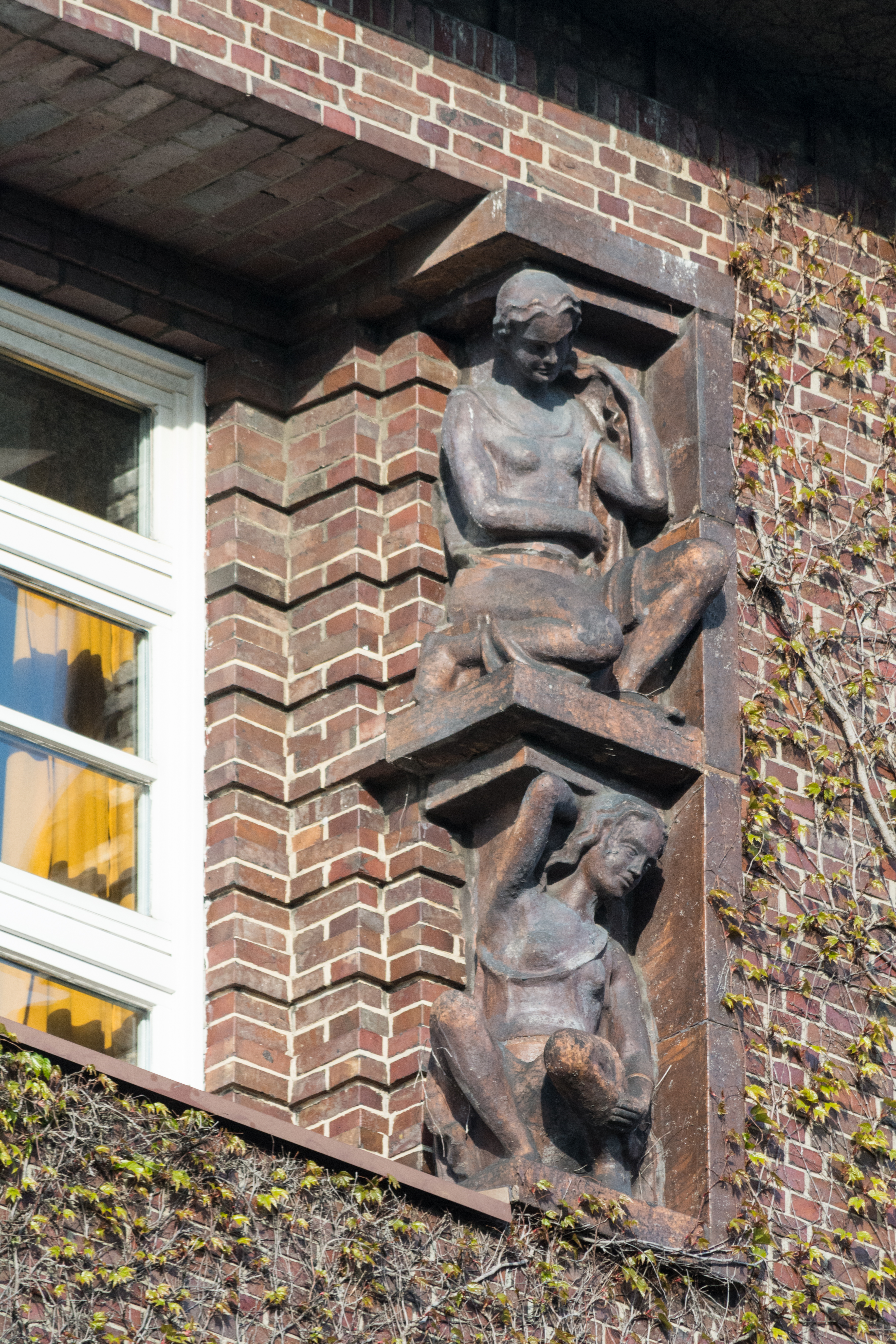
Fassadendetail, Karyatiden

Am Standort Lehmweg (im Stadtteil Hoheluft-Ost des Bezirkes Hamburg-Nord) befindet sich die Oberstufe der Schule. Auf dem Schulstandort am Lehmweg 14 gibt es einen Altbau (⊙) und einen Neubau (⊙). Der dreigeschossige Altbau wurde 1898 nach Plänen von Carl Johann Christian Zimmermann errichtet und steht unter Denkmalschutz. Das Gebäude wird seit 1984 von der Ida-Ehre-Schule genutzt, nachdem es zwischen den Verwendungen als Volksschule auch von nationalsozialistischen Organisationen, als Wohnungen für Ausgebombte und eine Berufsschule genutzt wurde.

## Heutiges Profil
Die Ida-Ehre-Schule ist eine Ganztagsschule. 2022/23 besuchten von den etwa 1.200 Schülerinnen und Schülern gut 920 die Sekundarstufe I und knapp 280 die Sekundarstufe II. Der Einzugsbereich der Schule ist im Vergleich zu den Gymnasien der direkten Umgebung relativ weit. Ein Großteil der Schüler der Ida-Ehre-Schule kommt aus Eimsbüttel, Altona (Altstadt und -Nord), St. Pauli, Lokstedt, der Sternschanze und Hoheluft-West wie -Ost. Aus den direkt östlich angrenzenden Stadtteilen Harvestehude, Rotherbaum und Eppendorf kommen trotz der räumlichen Nähe vergleichsweise wenig Schülerinnen und Schüler an die Ida-Ehre-Schule.
Bei der Erhebung des Sozialindex für Hamburger Schulen 2011 wurde für die Ida-Ehre-Schule ein Sozialindex von 3 errechnet. Die Skala reicht von 1 (nachteilige Voraussetzungen der Schülerschaft, höchster Förderbedarf) bis 6 (beste Voraussetzungen, kein Förderbedarf). Die direkt benachbarten Gymnasien EWG, HLG und Kaifu wurden mit dem Sozialindex 5 eingestuft. Im Schuljahr 2016/17 hatten etwa 44 % der Ida-Ehre-Schüler einen Migrationshintergrund, etwas weniger als im Durchschnitt aller Hamburger Stadtteilschulen.
Die Oberstufe der Ida-Ehre-Schule bildet seit dem Auslaufen einer gemeinsamen Oberstufe beider Schulen an diesem Standort im  Schuljahr 2018/2019 einen Verbund mit der Stadtteilschule Eppendorf. Zusammen werden sieben Profile angeboten, vier an der Ida-Ehre-Schule, und drei an der Stadtteilschule Eppendorf.

## Persönlichkeiten

### Lehrer
- Wilhelm Theodor Peter Behn (1906–?), Autor und Rundfunksprecher, war von 1935 bis 1946 mit Unterbrechungen Lehrer an der Jahnschule

### Schüler
- Uwe Storjohann (1925–2021), Autor und Hörfunkredakteur
- Manuel Karasek (* 1967), Schriftsteller und Journalist
- Moritz Bleibtreu (* 1971), Schauspieler
- Samy Deluxe (* 1977), Rapper
- Gabriela Gottschalk (* 1978), Tänzerin und Sängerin
- Susan Sideropoulos (* 1980), Schauspielerin
- Anna Gallina (* 1983), Politikerin (Bündnis 90/Die Grünen)
- Leslie Clio (* 1986), Sängerin